# Evangelista (nome)
Evangelista  è un nome proprio di persona italiano maschile.

## Varianti
- Maschili: Evangelisto[2]
  - Ipocoristici: Vangelista[1]

### Varianti in altre lingue
- Catalano: Evangelista[5]
- Francese: Évangéliste
- Inglese: Evangelist
- Latino: Evangelista[1]
- Spagnolo: Evangelista[5]

## Origine e diffusione

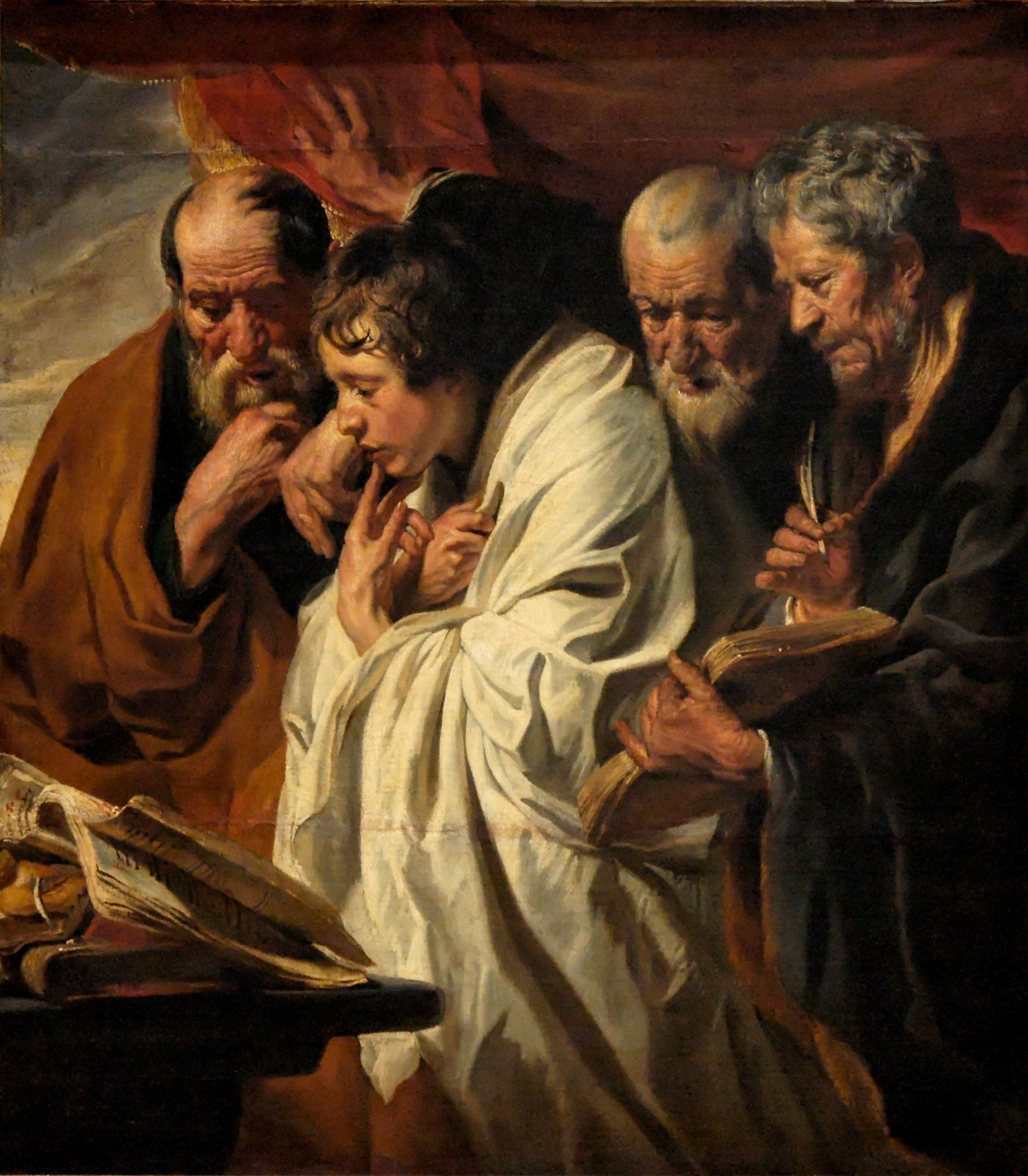
I Quattro Evangelisti in un dipinto di Jacob Jordaens

È un nome tipicamente cristiano, che riflette la devozione per i Santi Evangelisti, gli autori dei quattro Vangeli (ai quali fa direttamente riferimento il nome Evangelo), in particolare san Giovanni.
Etimologicamente, riprende il termine latino evangelista, a sua volta dal greco εὐαγγελιστής (euangelistḗs), indicante appunto l'autore di un Vangelo, o "portatore di buona novella" (dato che, com'è noto, il termine "Vangelo", tratto dal greco εὐάγγελος, euángelos, significa appunto "[che porta la] buona notizia", da εὐ-, eu-, "bene", e ἄγγελος, ángelos, "messaggero").

## Onomastico
L'onomastico ricorre il 26 luglio in memoria del beato Evangelista, religioso agostiniano veronese vissuto nel XIII secolo, commemorato assieme al confratello Pellegrino.

## Persone

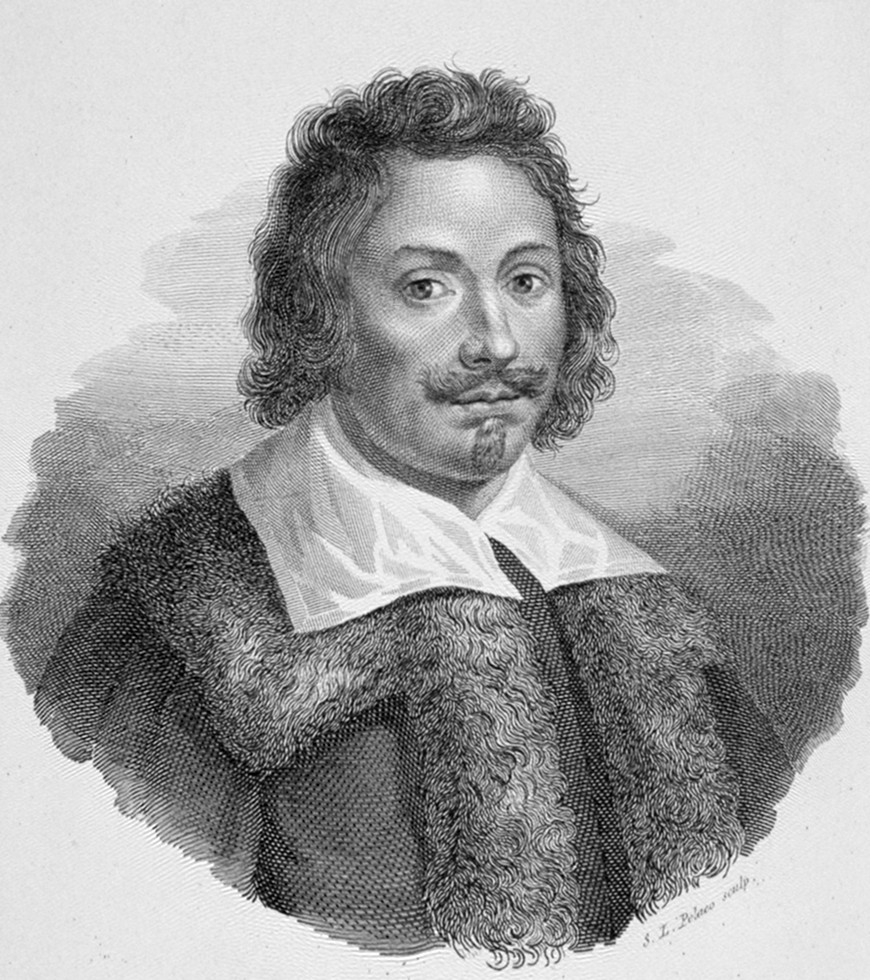
Evangelista Torricelli

- Evangelista da Pian di Meleto, pittore italiano
- Evangelista Gonzaga, militare italiano
- Evangelista Marcobruno, speziale italiano
- Evangelista Menga, architetto italiano
- Evangelista Santos, artista marziale misto brasiliano
- Evangelista Schiano, pittore italiano
- Evangelista Torricelli, matematico e fisico italiano